# Адинката (комуна, Сучава)
Адинката (рум. Adâncata) — комуна у повіті Сучава в Румунії. До складу комуни входять такі села (дані про населення за 2002 рік):
- Адинката (2769 осіб) — адміністративний центр комуни
- Келугерень (718 осіб)
- Фетешть (592 особи)

Комуна розташована на відстані 366 км на північ від Бухареста, 9 км на північ від Сучави, 116 км на північний захід від Ясс.

## Населення
За даними перепису населення 2002 року у комуні проживала 7801 особа.
Національний склад населення комуни:
| Національність   | Кількість осіб | Відсоток |
| ---------------- | -------------- | -------- |
| румуни           | 7761           | 99,5%    |
| цигани           | 38             | 0,5%     |
| українці         | 1              | < 0,1%   |
| росіяни-липовани | 1              | < 0,1%   |

Рідною мовою назвали:
| Мова      | Кількість осіб | Відсоток |
| --------- | -------------- | -------- |
| румунська | 7765           | 99,5%    |
| циганська | 35             | 0,4%     |
| російська | 1              | < 0,1%   |

Склад населення комуни за віросповіданням:
| Релігія            | Кількість осіб | Відсоток |
| ------------------ | -------------- | -------- |
| православні        | 7235           | 92,7%    |
| п'ятдесятники      | 505            | 6,5%     |
| адвентисти         | 24             | 0,3%     |
| бретрени           | 14             | 0,2%     |
| не релігійні       | 6              | 0,1%     |
| баптисти           | 5              | 0,1%     |
| римо-католики      | 4              | 0,1%     |
| старообрядці       | 4              | 0,1%     |
| греко-католики     | 1              | < 0,1%   |
| не вказали релігію | 1              | < 0,1%   |

## Зовнішні посилання
- Дані про комуну Адинката на сайті Ghidul Primăriilor [Архівовано 15 травня 2012 у Wayback Machine.]